# Antonio Calvache (photographe)
Pour les articles homonymes, voir Antonio Calvache.
Antonio Calvache Gómez de Mercado (Cordoue, 7 février 1896 - Madrid, 30 janvier 1984) est torero, acteur, photographe et réalisateur espagnol.

## Biographie
Né à Cordoue, Antonio Calvache est baptisé à Jerez de la Frontera, où il passe sa jeunesse, avant de déménager à Madrid. Il est le frère cadet des photographes Diego (es) (1882-1919) et José Calvache Gómez de Mercado (pseudonyme Walken, mort pendant la guerre civile).
Comme photographe, il a collaboré aux revues Blanco y Negro, La Unión Ilustrada (es) et La Esfera.
Calvache est aussi acteur de cinéma et apparaît dans La España trágica o Tierra de sangre (1918) puis dans Currito de la Cruz (es) (1926).
Il a par ailleurs réalisé quatre films : La chica del gato (1927), Los vencedores de la muerte (1927), El derrumbamiento del Ejército Rojo (1939) et Boy (1940).
Antonio Calvache meurt à Madrid le 30 janvier 1984, à l'âge de 87 ans. 

## Filmographie
Acteur
- La España trágica o Tierra de sangre (1918)
- Currito de la Cruz (es) (1926).

Réalisateur
- La chica del gato (1927)
- Los vencedores de la muerte (1927)
- El derrumbamiento del Ejército Rojo (1939)
- Boy (1940)